# Gornji Zovik (Hadžići, BiH)
Gornji Zovik je naselje u općini Hadžići, FBiH, BiH.